# Tipu Sultan (journalist)
Tipu Sultan is een journalist uit Feni (Chittagong) in Bangladesh.

## Levensloop

### United News of Bangladesh
Sultan publiceerde op 17 januari 2001 een artikel voor het persagentschap United News of Bangladesh, waarin hij de politicus Joynal Hazari in verband bracht met brandstichting van een school in het zuidelijke district van Feni. Dit was het eerste artikel waarin Sultan Hazari, ook wel de Godfather van Feni genoemd vanwege zijn gewelddadige bestuur in de regio, direct met naam noemde.

### Aanval
Hazari nam wraak door een kleine bende van 15 vandalen op Sultan af te sturen die hem een week later, op 25 januari, in elkaar sloeg met honkbalknuppels, hockeysticks en ijzeren staven. Hazari had opdracht gegeven vooral te mikken op de handen, zodat hij nooit meer zou kunnen schrijven. De bende liet hem achter in de veronderstelling dat hij zou zijn overleden. De daders zijn niet vervolgd; jaarlijks worden tientallen journalisten fysiek aangevallen in Bangladesh vanwege hun journalistieke werk.
Lokale journalisten hebben de aanval uitgebreid beschreven, inclusief de namen van de verantwoordelijke personen. Ook hebben ze geld bijeengebracht om de medische kosten voor zijn herstel te vergoeden, waarvoor hij vele operaties in Bangkok (Thailand) onderging en tot in 2002 werd verpleegd.

### Prothom Alo
Sinds 2002 is Sultan werkzaam voor Prothom Alo, een van de belangrijkste kranten van Bangladesh.

## Onderscheiding
In oktober 2002 werd Sultan door de Committee to Protect Journalists onderscheiden met de Internationale Persvrijheidsprijs.